# 5회 정관장배 세계여자바둑최강전
5회 정관장배 세계여자바둑최강전은 대한민국, 중국, 일본 중 한국이 우승했다.

## 참가 기사 명단
- 한국 :
- 일본 :
- 중국 :

## 대국 결과
| 대국 | 연도   | 날짜      | 장소                                                | 승자             | 패자               | 결과              | 기보                             |
| ---- | ------ | --------- | --------------------------------------------------- | ---------------- | ------------------ | ----------------- | -------------------------------- |
| 1    | 2006년 | 12월 11일 | 중국 베이징 신원빌딩 호텔(Beijing News Plaza Hotel) | 루지아 初단      | 이하진 二단        | 255수 백 반집승   | [ 깨진 링크 ( 과거 내용 찾기 ) ] |
| 2    | 2006년 | 12월 12일 | 중국 베이징 신원빌딩 호텔(Beijing News Plaza Hotel) | 루지아 初단      | 아오키 기쿠요 八단 | 284수 백 14집반승 | [ 깨진 링크 ( 과거 내용 찾기 ) ] |
| 3    | 2006년 | 12월 13일 | 중국 베이징 신원빌딩 호텔(Beijing News Plaza Hotel) | 김혜민 四단      | 루지아 初단        | 303수 흑 5집반승  | [ 깨진 링크 ( 과거 내용 찾기 ) ] |
| 4    | 2006년 | 12월 14일 | 중국 베이징 신원빌딩 호텔(Beijing News Plaza Hotel) | 만나미 카나 三단 | 김혜민 四단        | 184수 백 불계승   | [ 깨진 링크 ( 과거 내용 찾기 ) ] |
| 5    | 2007년 | 1월 13일  | 서울 한국기원 1층 바둑TV 스튜디오                   | 만나미 카나 三단 | 왕샹윈 初단        | 233수 백 불계승   | [ 깨진 링크 ( 과거 내용 찾기 ) ] |
| 6    | 2007년 | 1월 14일  | 서울 한국기원 1층 바둑TV 스튜디오                   | 만나미 카나 三단 | 현미진 四단        | 278수 백 7집반승  | [ 깨진 링크 ( 과거 내용 찾기 ) ] |
| 7    | 2007년 | 1월 15일  | 서울 한국기원 1층 바둑TV 스튜디오                   | 정옌 二단        | 만나미 카나 三단   | 253수 백 10집반승 | [ 깨진 링크 ( 과거 내용 찾기 ) ] |
| 8    | 2007년 | 1월 16일  | 서울 한국기원 1층 바둑TV 스튜디오                   | 정옌 二단        | 박지은 六단        | 253수 흑 2집반승  | [ 깨진 링크 ( 과거 내용 찾기 ) ] |
| 9    | 2007년 | 1월 17일  | 서울 한국기원 1층 바둑TV 스튜디오                   | 가토 게이코 五단 | 정옌 二단          | 200수 백 불계승   | [ 깨진 링크 ( 과거 내용 찾기 ) ] |
| 10   | 2007년 | 1월 18일  | 서울 한국기원 1층 바둑TV 스튜디오                   | 이민진 五단      | 가토 게이코 五단   | 275수 흑 불계승   | [ 깨진 링크 ( 과거 내용 찾기 ) ] |
| 11   | 2007년 | 3월 12일  | 중국 광저우(廣州) Asia International 호텔           | 이민진 五단      | 리춘화 四단        | 325수 흑 1집반승  | [ 깨진 링크 ( 과거 내용 찾기 ) ] |
| 12   | 2007년 | 3월 13일  | 중국 광저우(廣州) Asia International 호텔           | 이민진 五단      | 고니시 가즈코 八단 | 153수 흑 불계승   | [ 깨진 링크 ( 과거 내용 찾기 ) ] |
| 13   | 2007년 | 3월 14일  | 중국 광저우(廣州) Asia International 호텔           | 이민진 五단      | 예꾸이 五단        | 321수 백 9집반승  | [ 깨진 링크 ( 과거 내용 찾기 ) ] |
| 14   | 2007년 | 3월 15일  | 중국 광저우(廣州) Asia International 호텔           | 이민진 五단      | 야시로 구미코 五단 | 298수 백 6집반승  | [ 깨진 링크 ( 과거 내용 찾기 ) ] |

결과: 대한민국 우승 (6승 4패), 일본 준우승 (4승 5패), 중국 3위 (4승 5패)